# 张绍东
张绍东（1907年—？），中国工农红军、八路军军事将领。
张绍东于1930年加入中国工农红军，后任红二十五军连长、营长，第75师第224、第223团团长，后参与长征抵达陕北，任红十五军团第75、第73师师长。抗日战争爆发后，任八路军115师344旅687团团长，后变节逃亡，后事不详。